# Pieniądze to nie wszystko (album)
Pieniądze to nie wszystko – album zespołu Golec uOrkiestra. Utwory z tego albumu zostały wykorzystane w polskiej komedii Pieniądze to nie wszystko.

## Lista utworów
| 1. Harmonista na rowerze 2. Pijany kujawiak 3. Crazy is my life 4. Biedna wieś 5. Wieża 6. Myślenica 7. Na holi 8. Szafa 9. Kapela na zasiłku 10. Piosenkowa harmonijka 11. Ściernisco |  | 1. Oni są z nami 2. Harmonista na rowerze 3. Blokada 4. Pieniądze to wszystko l basta 5. Wiejska sielanka 6. Słodycze 7. Lornetka 8. Wiejska melancholia 9. Dyplom 10. Pieniądze to wszystko |